# 燕蘭小譜
《燕蘭小譜》是在清乾隆五十年，由旅居北京的文人吳長元（署名安樂山樵）所著的一本描寫當時北京男性旦角演員的著作，反映了解當時北京的戲劇發展，以及士優之間的關係。
《燕蘭小譜》前面的弁言、例言及最後以及由作者友人西塍外史所作的題詞之外，內文共五卷，第一卷為以蘭花為喻來詠演員的詩，二至四卷為當時北京（分成花部、雅部）個別演員的描寫介紹及歌詠的詩。第五卷為演員相關軼事及詩詞的雜錄。
這一類的著作在當時被稱作花譜，在清代中後期相當盛行，其中除了描寫演員演出上的特色之外，更多的是將男性旦角演員的外貌及氣質以傳統用來描寫女性的文字來呈現，並表現出欣賞愛慕之情，反映了在禁止官員挾妓和禁止女演員演出的清代中葉北京，文人與旦角演員之間常可能有的曖昧關係。（另一反映這個文化現象的是小說《品花寶鑑》）
《燕蘭小譜》即是現存清代的花譜中年代最早的一部，其後的類似著作，多模仿本書的體例及寫作方式，甚至在序言中即自承繼承了《燕蘭小譜》的寫作。